# OKW-rättegången
OKW-rättegången, officiellt The United States of America vs. Wilhelm von Leeb, et al., var den tolfte och sista av Nürnbergrättegångarna. Åtalade var fjorton tyska generaler knutna till OKW, Oberkommando der Wehrmacht. Rättegången inleddes den 30 december 1947 och avslutades den 28 oktober 1948. Domare var John C. Young (huvuddomare), Winfield B. Hale och Justin W. Harding.

## Åtalspunkter
1. Brott mot freden
2. Krigsförbrytelser
3. Brott mot mänskligheten
4. Planerande av anfallskrig och krigsförbrytelser

## Åtalade
| Namn                 | Grad                      | Åtalspunkter | Åtalspunkter | Åtalspunkter | Åtalspunkter | Straff                                                                |
|                      |                           | 1            | 2            | 3            | 4            |                                                                       |
| -------------------- | ------------------------- | ------------ | ------------ | ------------ | ------------ | --------------------------------------------------------------------- |
| Wilhelm von Leeb     | Generalfältmarskalk       | I            | I            | S            | I            | 3 års fängelse, frigiven efter rättegången                            |
| Hugo Sperrle         | Generalfältmarskalk       | I            | I            | I            | I            | Frikänd                                                               |
| Georg von Küchler    | Generalfältmarskalk       | I            | S            | S            | I            | 20 års fängelse, omvandlat till 12 års fängelse 1951, frigiven 1953   |
| Johannes Blaskowitz  | Generalöverste            | I            | I            | I            | I            | Begick självmord den 5 februari 1948                                  |
| Hermann Hoth         | Generalöverste            | I            | S            | S            | I            | 15 års fängelse, frigiven 1954                                        |
| Georg-Hans Reinhardt | Generalöverste            | I            | S            | S            | I            | 15 års fängelse, frigiven 1952                                        |
| Hans von Salmuth     | Generalöverste            | I            | S            | S            | I            | 20 års fängelse, omvandlat till 12 års fängelse 1951, frigiven 1953   |
| Karl-Adolf Hollidt   | Generalöverste            | I            | S            | S            | I            | 5 års fängelse, frigiven 1949                                         |
| Otto Schniewind      | Generalamiral             | I            | I            | I            | I            | Frikänd                                                               |
| Karl von Roques      | General                   | I            | S            | S            | I            | 20 års fängelse                                                       |
| Hermann Reinecke     | General                   | I            | S            | S            | I            | Livstids fängelse, frigiven 1954                                      |
| Walter Warlimont     | General                   | I            | S            | S            | I            | Livstids fängelse, omvandlat till 18 års fängelse 1951, frigiven 1954 |
| Otto Wöhler          | General                   | I            | S            | S            | I            | 8 års fängelse, frigiven 1951                                         |
| Rudolf Lehmann       | Generaloberststabsrichter | I            | S            | S            | I            | 7 års fängelse                                                        |

S = skyldig; I = icke skyldig.